# Gyula Pálóczi
Gyula Pálóczi (13 settembre 1962 – 28 gennaio 2009) è stato un lunghista ungherese.

## Palmarès

### Mondiali indoor
- 1 medaglia:
  - 1 argento (Parigi 1985)

### Europei indoor
- 2 medaglie:
  - 1 oro (Atene 1985)
  - 1 argento (Budapest 1983)